# Таккер, Тони
Тони Такер (англ. Tony Tucker; род. 27 декабря 1958, Гранд-Рапидс, Мичиган, США) — американский боксёр-профессионал, выступавший в тяжёлой весовой категории, элитный тяжеловес 80х и 90х годов. Чемпион Панамериканских игр в полутяжёлом весе (1979). Чемпион США среди любителей (1979). Победитель Кубка мира в полутяжелом весе (1979). Чемпион мира среди профессионалов в тяжёлом весе по версии IBF (1987). Чемпион США среди профессионалов по версии USBA (1986). Чемпион штата Калифорния (1991). Чемпион Северной Америки среди профессионалов по версии NABF (1992—1993, 1996). Один из сильнейших тяжеловесов 80-х годов, возможно, лучший после Майка Тайсона.
Такер установил своеобразный рекорд, который записан в Книге рекордов Гиннесса как самый короткий срок в ранге чемпиона (Тони Таккер был чемпионом IBF на протяжении 64 дней, с 30 мая по 2 августа 1987 года).

## Любительская карьера
В 1979 году Такер выиграл чемпионат США (одновременно со своим «полной тёзкой» Тони ТНТ Таббсом, но в категории до 81 кг). В этом же году он выиграл Панамериканские игры и Кубок мира, побив в финале чемпиона Европы Альберта Николяна. Логичным завершением его любительской карьеры должны были стать олимпийские игры, но Такер не смог стать чемпионом Олимпийских игр, поскольку его страна бойкотировала Олимпиаду в Москве в 1980 году. Он был одним из немногих боксеров олимпийской сборной США, наряду с Сэлом Сениколой и Бобби Чезом, которые не погибли в авиакатастрофе рейса 007 LOT в Варшаве, оставшись дома в Соединённых Штатах.

## Профессиональная карьера
Дебютировал в бою с Чаком Гарднером, которого нокаутировал в 3 раунде. Прогресс Такера в профессиональных рядах было медленным. Он был склонен к травмам, и менял менеджеров и тренеров несколько раз. В конце концов, его отец Боб Такер играл обе роли. После победы в профессиональном дебюте Такер провел большую часть 80-х годов боксу в офф-TV поединков.

#### Бой с Дэнни Саттоном 1
В 1982 году Такер встретился с Дэнни Саттоном. В 3 раунде оба боксера ударились коленями. Такер был травмирован и оказался не в состоянии продолжать бой, из-за чего бой был признан несостоявшимся. После этого боя Такер из-за травмы не выходил на ринг 15 месяцев.

#### Бой с Эдди Лопесом
В июне 1984 года встретился с Эдди Лопесом, в андеркарте боя Томас Хернс — Роберто Дуран. Такер победил нокаутом в 9 раунде. Это был первый и единственный раз, когда Лопес был сбит с ног.

#### Бой с Джимми Янгом
В сентябре 1984 года он победил Джимми Янга.

#### Бой с Дэнни Саттоном 2
В ноябре 1984 года во 2 раз встретился с Дэнни Саттоном. На этот раз Такер победил единогласным решением судей.

#### Бой с Джеймсом Броадом
В сентябре 1986 года Такер победил Джеймса Броада в бою за титул USBA единогласным решением судей.

#### Возможный бой с Майклом Спинксом
28 февраля 1987 года Спинкс был лишен титула IBF в супертяжелом весе за отказ от боя обязательным претендентом Тони Такером. Дон Кинг выиграл право на проведение боя Спинкс-Такер с общей ставкой 711 000 долларов. В случае проведения промоутерских торгов гонорар был бы разделен 75 на 25 % в пользу чемпиона. Это означало бы, что Спинкс получит 533 250 долларов. Вместо этого Спинкс предпочел провести более коммерчески выгодный бой с Джерри Куни с общей ставкой в 4 000 000 долларов.

#### Чемпионский бой с Джеймсом Дагласом
30 мая 1987 года Таккер вышел на бой против Джеймса Бастера Дагласа за вакантный титул IBF. Даглас начал неплохо, по физическим и техническим параметрам он не уступал Таккеру, но в отношении воли и выносливости все было наоборот. В середине 10-го раунда Даглас неожиданно перестал сопротивляться, Таккер прижал его к канатам и начал методично избивать, видя, что Джеймс не отвечает, рефери остановил бой, после чего Джеймс растерянно побрел в свой угол. Большинство экспертов сочли, что Дагласу не хватило воли продолжать драться и он просто капитулировал. После поражения от Таккера Даглас упал в рейтинге IBF со второго на седьмое место.

#### Бой за титул абсолютного чемпиона мира
В августе 1987 года состоялся бой за звание абсолютного чемпиона мира в тяжёлом весе между непобеждённым чемпионом по версиям WBC и WBA Майком Тайсоном и непобеждённым чемпионом по версии IBF Тони Таккером. Впервые в истории тяжёлого веса встретились два действующих непобеждённых чемпиона. Этот бой получил название The Ultimate. В первом раунде Таккеру удалось то, что не удавалось ещё ни одному сопернику Тайсона, сильнейшим апперкотом он задел подбородок Тайсона, вынудив таким образом его сделать пару шагов назад, однако развить свой успех не смог. В дальнейшем Таккер избегал боя с Тайсоном, бегая от него по рингу и клинчуя. Во 2 половине боя Тайсон начал работать преимущественно левой рукой как джебист, однако это не мешало ему выигрывать раунды. В конце последнего раунда Тайсон потряс Такера левым боковым, однако Такер путём связывания рук сумел избавиться от неприятностей. Тайсон победил единогласным решением судей и стал абсолютным чемпионом мира в тяжёлом весе. Таккер потерпел первое поражение в карьере и установил своеобразный рекорд: он владел титулом IBF всего 64 дня. В свою очередь, Тайсон установил мировой рекорд: он стал самым молодым абсолютным чемпионом в тяжёлом весе. По окончании матча Тони Такер распространил слух, что сломал правую руку в 3 раунде, однако во время боя дала о себе знать и травма правой руки Тайсона, из-за чего ему пришлось вторую половину боя провести как джебисту, уступая сопернику в размахе рук без малого 30 см.

### Возвращение

#### Бой с Лионеллем Вашингтоном
В 1991 Такер победил Лионеля Вашингтона и стал чемпионом штата Калифорния.

#### Бой с Орлином Норрисом 1
В 1992 году он выиграл пояс NABF разделенным решением судей над высоко рейтинговым Орлином Норрисом,

#### Бой с Оливером Макколом
26 июня 1992 года встретился с Оливером Макколом. Такер победил раздельным решением судей.

#### Бой с Эвереттом Мартином
12 сентября 1992 года встретился с Эвереттом Мартином. Такер победил единогласным решением судей.

#### Бой с Фрэнки Свинделлом
13 декабря 1992 года встретился с Фрэнки Свинделлом. Такер победил отказом от продолжения боя в 6 раунде и стал обязательным претендентом на титул WBC. К 1993 году Такер бежал свой рекорд до 49-1, а в мае того же года он бросил вызов Ленноксу Льюису за звание чемпиона мира в супертяжелом весе WBC.

#### Чемпионский бой с Ленноксом Льюисом
В мае 1993 года Такер вышел на ринг против чемпиона мира по версии WBC Леннокса Льюиса. Такер действовал вторым номером, проиграл дуэль джебов, зато выиграл по силовым попаданиям. Льюис в перерывах постоянно спрашивал у тренера Корреа, кто выиграл раунд. Льюис сбил Такера с ног в 3 и 9 раунде, однако Такер сам едва не сбил Льюиса с ног в 4, 7 и 11 раундах. Льюис в бою с Такером пропускал больше ударов, чем Тайсон, хотя и Таккер пропустил больше ударов от Льюиса, нежели в бою с Майком. Бой был близкий, однако нокдауны Таккера (впервые в его карьере) во многом решили исход боя и после финального гонга судьи единогласным решением судей объявили победителем Льюиса, хотя его победа не выглядела впечатляющей. За этот бой Льюис получил 9,150,000 долларов, а Такер 3,050,000.

### Спад в карьере
Это был самый неудачный период в карьере Такера. В эти годы он потерпел большинство своих поражений из-за плохого промоутинга: постаревшего Такера, утратившего скорость и выносливость сводили с невысокими, самыми быстрыми тяжами дивизиона.

#### Чемпионский бой с Брюсом Селдоном
В 1995 году Джордж Форман отказался защищать свой WBA мира в супертяжелом весе против Такера, выбрав для боя немецкого боксёра Акселя Шульца и был лишен пояса.
Такер и Брюс Селдон боролись за вакантный пояс WBA в апреле 1995 года. 36-летний располневший до 110 кг Тони Такер несколько раз сильно потряс Селдона, но Селдон своим жёстким и стремительным джебом нанес ему множество рассечений, заставив глаз Такера почти полностью закрыться, и бой был остановлен в 7-м раунде.

#### Бой с Генри Акинванде
Такер потерял шансы на реванш, когда в том же году проиграл единогласным решением судей Генри Акинванде.

#### Бой с Орлином Норрисом 2
В феврале 1996 году Такер проиграл в реванше спорным решением судей Орлину Норрису.

#### Бой с Дэвидом Диксоном
В июне 1996 года Такер победил Дэвида Диксона и снова выиграл титул NABF, но отказался ради встречи с Херби Хайдом за вакантный титул WBO.

#### Чемпионский бой с Херби Хайдом
Затем он выиграл два боя в Калифорнии, а в 1997 году отправился в Великобританию, чтобы бросить вызов Херби Хайду за вакантный титул WBO. Такер падал три раза и проиграл во 2 раунде.

#### Бой с Джоном Руисом
В 1998 году встретились Такер и Джон Руис за пояс NABF. Такер дважды побывал в нокдауне в 1 и 11 раундах. Несмотря на большие проблемы Руиса в 6 раунде, Такер проиграл в 11-м раунде.

#### Бой с Билли Райтом
В 1998 году встретился с Билли Райтом. Таккер выиграл бой нокаутом в 1 раунде.

## Результаты боёв
| Сводная информация по профессиональным рекордам |          |             |
| 65 боёв                                         | 57 побед | 7 поражений |
| По нокауту                                      | 47       | 3           |
| По решению                                      | 10       | 4           |
| Ничья                                           | 1        | 1           |

| No. | Result    | Record   | Opponent          | Type | Round, time   | Date         | Location                                                 | Notes |
| --- | --------- | -------- | ----------------- | ---- | ------------- | ------------ | -------------------------------------------------------- | --- |
| 65  | Победа    | 57-7 (1) | Billy Wright      | KO   | 1 (10), 2:08  | May 7, 1998  | Sam's Town Hotel & Casino, Tunica, Mississippi, U.S.     | |
| 64  | Поражение | 56-7 (1) | John Ruiz         | TKO  | 11 (12), 0:58 | Jan 31, 1998 | Ice Palace, Tampa, Florida, U.S.                         | For NABF heavyweight title                                                                                               |
| 63  | Победа    | 56-6 (1) | Jerry Haynes      | TKO  | 3 (10)        | Dec 16, 1997 | Music City Mix Factory, Nashville, Tennessee, U.S.       | |
| 62  | Победа    | 55-6 (1) | Abdul Muhaymin    | UD   | 10            | Nov 18, 1997 | Music City Mix Factory, Nashville, Tennessee, U.S.       | |
| 61  | Поражение | 54-6 (1) | Herbie Hide       | TKO  | 2 (12), 2:45  | Jun 28, 1997 | Sports Village, Norwich, England                         | For vacant WBO heavyweight title                                                                                         |
| 60  | Победа    | 54-5 (1) | Tyrone Campbell   | KO   | 3 (10), 2:16  | Dec 16, 1996 | Fantasy Springs Resort Casino, Indio, California, U.S.   | |
| 59  | Победа    | 53-5 (1) | David Dixon       | KO   | 1 (12), 2:24  | Jun 29, 1996 | Fantasy Springs Resort Casino, Indio, California, U.S.   | For vacant NABF heavyweight title                                                                                        |
| 58  | Поражение | 52-5 (1) | Orlin Norris      | MD   | 10            | Feb 24, 1996 | Coliseum, Richmond, Virginia, U.S.                       | |
| 57  | Поражение | 52-4 (1) | Henry Akinwande   | UD   | 10            | Dec 16, 1995 | CoreStates Spectrum, Philadelphia, Pennsylvania, U.S.    | |
| 56  | Поражение | 52-3 (1) | Bruce Seldon      | RTD  | 7 (12), 3:00  | Apr 8, 1995  | Caesars Palace, Paradise, Nevada, U.S.                   | For vacant WBA heavyweight title                                                                                         |
| 55  | Победа    | 52-2 (1) | Dan Murphy        | TKO  | 3             | Dec 10, 1994 | Estadio de Béisbol, Monterrey, Mexico                    | |
| 54  | Победа    | 51-2 (1) | Cecil Coffee      | TKO  | 2 (10)        | Jul 2, 1994  | The Mirage, Paradise, Nevada, U.S.                       | |
| 53  | Победа    | 50-2 (1) | George Stephens   | TKO  | 1 (10)        | Feb 19, 1994 | Coliseum, Charlotte, North Carolina, U.S.                | |
| 52  | Победа    | 49-2 (1) | David Graves      | TKO  | 2             | Dec 18, 1993 | Estadio Cuauhtémoc, Puebla City, Mexico                  | |
| 51  | Поражение | 48-2 (1) | Lennox Lewis      | UD   | 12            | May 8, 1993  | Thomas & Mack Center, Paradise, Nevada, U.S.             | For WBC heavyweight title                                                                                                |
| 50  | Победа    | 48-1 (1) | Frankie Swindell  | RTD  | 6 (10), 3:00  | Dec 13, 1992 | The Mirage, Paradise, Nevada, U.S.                       | |
| 49  | Победа    | 47-1 (1) | Paul Poirier      | TKO  | 4 (10)        | Nov 7, 1992  | Caesars Tahoe, Stateline, Nevada, U.S.                   | |
| 48  | Победа    | 46-1 (1) | Everett Martin    | PTS  | 10            | Sep 12, 1992 | Thomas & Mack Center, Paradise, Nevada, U.S.             | |
| 47  | Победа    | 45-1 (1) | Oliver McCall     | SD   | 10            | Jun 26, 1992 | CSU Convocation Center, Cleveland, Ohio, U.S.            | Retained NABF heavyweight title                                                                                          |
| 46  | Победа    | 44-1 (1) | Jesus Contreras   | TKO  | 6 (10), 1:27  | Apr 22, 1992 | Brendan Byrne Arena, East Rutherford, New Jersey, U.S.   | |
| 45  | Победа    | 43-1 (1) | Mike Faulkner     | KO   | 2             | Apr 10, 1992 | Toreo de Cuatro Caminos, Mexico City, Mexico             | |
| 44  | Победа    | 42-1 (1) | Kimmuel Odum      | TKO  | 2 (10), 1:40  | Feb 15, 1992 | The Mirage, Paradise, Nevada, U.S.                       | |
| 43  | Победа    | 41-1 (1) | Orlin Norris      | SD   | 12            | Jun 3, 1991  | Caesars Palace, Paradise, Nevada, U.S.                   | Won NABF heavyweight title                                                                                               |
| 42  | Победа    | 40-1 (1) | James Ray Thomas  | KO   | 1 (10), 1:43  | Apr 29, 1991 | Great Western Forum, Inglewood, California, U.S.         | |
| 41  | Победа    | 39-1 (1) | Lionel Washington | KO   | 1 (12), 1:11  | Jan 28, 1991 | Great Western Forum, Inglewood, California, U.S.         | Won California State heavyweight title                                                                                   |
| 40  | Победа    | 38-1 (1) | Mike Rouse        | TKO  | 5 (10), 2:27  | Jul 19, 1990 | Kingdome, Seattle, Washington, U.S.                      | |
| 39  | Победа    | 37-1 (1) | Mike Evans        | UD   | 10            | Mar 8, 1990  | Great Western Forum, Inglewood, California, U.S.         | |
| 38  | Победа    | 36-1 (1) | Calvin Jones      | KO   | 5 (10), 2:09  | Jan 8, 1990  | Great Western Forum, Inglewood, California, U.S.         | |
| 37  | Победа    | 35-1 (1) | Dino Homsey       | KO   | 3 (10), 1:37  | Dec 12, 1989 | Memorial Sports Arena, Los Angeles, California, U.S.     | |
| 36  | Поражение | 34-1 (1) | Mike Tyson        | UD   | 12            | Aug 1, 1987  | Las Vegas Hilton, Winchester, Nevada, U.S.               | Lost IBF heavyweight title; For WBA and WBC heavyweight titles                                                           |
| 35  | Победа    | 34-0 (1) | Buster Douglas    | TKO  | 10 (15), 1:36 | May 30, 1987 | Las Vegas Hilton, Winchester, Nevada, U.S.               | Won vacant IBF heavyweight title                                                                                         |
| 34  | Победа    | 33-0 (1) | James Broad       | UD   | 12            | Sep 26, 1986 | Convention Hall, Atlantic City, New Jersey, U.S.         | Won vacant USBA heavyweight title                                                                                        |
| 33  | Победа    | 32-0 (1) | Otis Bates        | KO   | 2             | Aug 7, 1986  | Houston, Texas, U.S.                                     | |
| 32  | Победа    | 31-0 (1) | Eddie Richardson  | KO   | 4 (10)        | Jul 10, 1986 | Houston, Texas, U.S.                                     | |
| 31  | Победа    | 30-0 (1) | Eddie Richardson  | UD   | 10            | Feb 27, 1986 | Cobo Arena, Detroit, Michigan, U.S.                      | |
| 30  | Победа    | 29-0 (1) | David Jaco        | TKO  | 3             | Oct 19, 1985 | Stade Louis II, Monte Carlo, Monaco                      | |
| 29  | Победа    | 28-0 (1) | Bobby Crabtree    | TKO  | 4 (10)        | Jun 28, 1985 | Hammond, Indiana, U.S.                                   | |
| 28  | Победа    | 27-0 (1) | Danny Sutton      | UD   | 10            | Nov 2, 1984  | Congress Plaza Hotel, Chicago, Illinois, U.S.            | |
| 27  | Победа    | 26-0 (1) | O. T. Davis       | KO   | 1 (10), 1:58  | Nov 2, 1984  | Cobo Arena, Detroit, Michigan, U.S.                      | |
| 26  | Победа    | 25-0 (1) | Jimmy Young       | UD   | 10            | Sep 22, 1984 | Gerald R. Ford Fieldhouse, Grand Rapids, Michigan, U.S.  | |
| 25  | Победа    | 24-0 (1) | Eddie Lopez       | KO   | 9 (10), 1:26  | Jun 15, 1984 | Caesars Palace, Paradise, Nevada, U.S.                   | |
| 24  | Победа    | 23-0 (1) | Dave Johnson      | TKO  | 2 (10), 1:16  | May 9, 1984  | Bismarck Hotel, Chicago, Illinois, U.S.                  | |
| 23  | Победа    | 22-0 (1) | Walter Santemore  | TKO  | 1, 2:29       | Apr 19, 1984 | Cobo Hall, Detroit, Michigan, U.S.                       | |
| 22  | Победа    | 21-0 (1) | Sam Jeter         | KO   | 1 (10), 1:29  | Mar 15, 1984 | Congress Plaza Hotel, Chicago, Illinois, U.S.            | |
| 21  | Победа    | 20-0 (1) | Larry Givens      | KO   | 4 (10), 2:30  | Feb 24, 1984 | Congress Plaza Hotel, Chicago, Illinois, U.S.            | |
| 20  | Победа    | 19-0 (1) | James Dixon       | TKO  | 6 (10), 2:58  | Dec 20, 1983 | Congress Plaza Hotel, Chicago, Illinois, U.S.            | |
| 19  | Победа    | 18-0 (1) | Lynwood Jones     | KO   | 5 (10), 2:12  | Dec 1, 1983  | Da Vinci Manor, Chicago, Illinois, U.S.                  | |
| 18  | Победа    | 17-0 (1) | James Holly       | TKO  | 1 (4)         | Nov 7, 1983  | Da Vinci Manor, Chicago, Illinois, U.S.                  | |
| 17  | NC        | 16-0 (1) | Danny Sutton      | TKO  | 3 (10)        | Aug 12, 1982 | Hyatt Regency, Nashville, Tennessee, U.S.                | Originally a TKO win for Sutton after Tucker was unable to continue from an accidental clash of knees, later ruled an NC |
| 16  | Победа    | 16-0     | Richard Cade      | TKO  | 7             | Jul 8, 1982  | Sands, Atlantic City, New Jersey, U.S.                   | |
| 15  | Победа    | 15-0     | Lupe Guerra       | TKO  | 2, 1:36       | Jun 30, 1982 | War Memorial Arena, Syracuse, New York, U.S.             | |
| 14  | Победа    | 14-0     | James Dixon       | PTS  | 8             | Jun 15, 1982 | Tropicana, Atlantic City, New Jersey, U.S.               | |
| 13  | Победа    | 13-0     | Charles Atlas     | TKO  | 1 (10), 2:05  | Jun 5, 1982  | War Memorial Arena, Syracuse, New York, U.S.             | |
| 12  | Победа    | 12-0     | Grady Daniels     | TKO  | 5             | May 18, 1982 | Tropicana, Atlantic City, New Jersey, U.S.               | |
| 11  | Победа    | 11-0     | Frank Farmer      | KO   | 1             | Oct 17, 1981 | Traverse City, Michigan, U.S.                            | |
| 10  | Победа    | 10-0     | Harvey Steichen   | TKO  | 3 (8), 0:50   | Sep 16, 1981 | Caesars Palace, Paradise, Nevada, U.S.                   | |
| 9   | Победа    | 9-0      | Jerry Hunter      | KO   | 1             | Aug 22, 1981 | Glacier Arena, Traverse City, Michigan, U.S.             | |
| 8   | Победа    | 8-0      | Chip Tyler        | TKO  | 7 (8)         | Apr 30, 1981 | Hacienda Resort Hotel and Casino, Paradise, Nevada, U.S. | |
| 7   | Победа    | 7-0      | Al Jones          | TKO  | 1 (10)        | Apr 9, 1981  | Cobo Hall, Detroit, Michigan, U.S.                       | |
| 6   | Победа    | 6-0      | Robert Evans      | TKO  | 6 (6)         | Feb 23, 1981 | Convention Hall, Atlantic City, New Jersey, U.S.         | |
| 5   | Победа    | 5-0      | Willie Kents      | KO   | 1 (6)         | Jan 29, 1981 | Cobo Hall, Detroit, Michigan, U.S.                       | |
| 4   | Победа    | 4-0      | Victor Rodriguez  | TKO  | 2 (6), 2:17   | Jan 16, 1981 | HemisFair Arena, San Antonio, Texas, U.S.                | |
| 3   | Победа    | 3-0      | Max Smith         | KO   | 5 (6)         | Dec 11, 1980 | International Amphitheatre, Chicago, Illinois, U.S.      | |
| 2   | Победа    | 2-0      | Jesse Clark       | KO   | 1 (6), 2:04   | Dec 2, 1980  | Sports Arena, Toledo, Ohio, U.S.                         | |
| 1   | Победа    | 1-0      | Chuck Gardner     | KO   | 3 (6), 2:58   | Nov 1, 1980  | Caesars Tahoe, Stateline, Nevada, U.S.                   | Professional debut |